# 阿里阿德涅 (皇后)
阿里阿德涅（希臘語：Ἀριάδνη；約450年—515年），是一位東羅馬帝國皇后，帝國皇帝芝諾和阿納斯塔修斯一世的妻子。她被東正教尊為聖人，她的紀念日是8月22日。

## 家庭
阿里阿德涅是皇帝利奧一世和維里娜皇后的長女。她的母親是巴西利斯庫斯的姐姐/妹妹。
阿里阿德涅的妹妹萊昂蒂亞最初與阿蘭人軍事統帥阿斯帕之子帕特里修斯訂婚。他們的婚約很可能在471年阿斯帕和他的另一個兒子阿達布被暗殺後取消。萊昂蒂亞隨後嫁給了皇帝安特米烏斯之子馬爾西安。這對夫婦在478-479年領導了一場反抗她的丈夫芝諾的起義，但失敗了。戰敗後，他們被流放到伊蘇利亞。
一個未透露姓名的弟弟出生於463年。他在出生五個月後去世。關於他的唯一資料是雷托里烏斯的天宫图和丹尼爾·斯泰利特的聖徒傳記。

## 婚姻

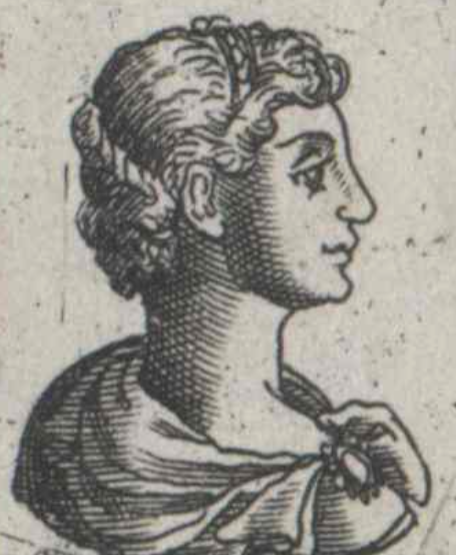
16世紀《羅馬輝煌的鏡子》中的阿里阿德涅

阿里阿德涅出生於帝國皇帝馬爾西安（450-457年在位）去世之前。457年1月，馬爾西安死於一種疾病，據稱是壞疽。他身後留下了女兒马尔西亚·尤菲米亚和女婿西羅馬帝國皇帝安特米烏斯。
他的父親利奧當時是馬提亞里軍團的護民官，該軍團使用mattea（拉丁語，意為狼牙棒）作為武器。在軍事統帥阿斯帕的支持下，他被擁立為皇帝。457年2月7日，君士坦丁堡牧首亞納多留斯為利奧加冕，這是已知首次有大牧首出席的皇帝加冕典禮。至此，阿里阿德涅成為皇室（利奧王朝）成員。
461年，利奧創立了宮廷衛隊「警衛軍」，以平衡阿斯帕領導下的日耳曼士兵。他從堅韌好戰的伊蘇利亞人中招募了大部分成員。466年，伊蘇利亞的警衛軍軍官塔拉西科迪薩出面指控阿斯帕之子阿達布犯有叛國罪。這起醜聞導致利奧疏遠阿斯帕，並更依賴警衛軍。
467年，阿里阿德涅與塔拉西科迪薩結婚，利奧與塔拉西科迪薩的聯盟正式確立。為了讓自己更容易被統治集團和首都君士坦丁堡主要講希臘語的民眾接受，塔拉西科迪薩的丈夫改名為芝諾。他們唯一已知的兒子利奥二世於同年出生。

## 兒子利奧二世的統治
471年，利奧下令在君士坦丁堡大皇宮內謀殺了阿斯帕和阿達布。利奧因其行刺方式而獲得了“屠夫”（Macelles）的綽號。芝諾自然而然地成為了利奧在東羅馬軍隊中的主要支持者。
利奧二世於473年10月被加冕為凱撒，並因其與祖父利奧一世的男性親屬關係最密切而實際上成為了皇位的指定繼承人。474年1月18日，利奧一世死於痢疾。他的孫子繼承了他的皇位。
由於利奧二世年幼，無法獨自統治，阿里阿德涅和她的母親維里娜皇太后說服他加冕芝諾為共治皇帝。利奧二世於474年2月9日加冕芝諾為共治皇帝。11月17日，利奧病逝，芝諾成為唯一的皇帝，阿里阿德涅成為皇后。

## 芝諾的皇后
新皇帝的統治並不特別受歡迎。芝諾的蠻族血統導致君士坦丁堡民眾對其政權產生反感。此外，以狄奧多里克·斯特拉博為首的日耳曼裔軍隊對利奧一世為減少對東哥德人的依賴而引進的伊蘇利亞軍官心生不滿。最終，芝諾疏遠了他的同僚伊蘇利亞將軍伊盧斯。
巴西利斯庫斯和維麗娜利用這一形勢，策劃了一場針對其皇親國戚的陰謀。475年，一場反對皇帝的民眾起義在首都爆發。這場起義得到了狄奧多里克·斯特拉博、伊盧斯和阿瑪圖斯將軍的軍事支持，並成功控制了首都君士坦丁堡。維麗娜說服了她的女婿離開這座城市。芝諾逃回了他的故鄉，帶回了一些居住在君士坦丁堡的伊蘇利亞人和帝國的國庫錢財。475年1月9日，巴西利斯庫斯在赫布多蒙宮被宮廷大臣和元老院擁戴為皇帝。君士坦丁堡的暴民向芝諾復仇，殺死了城中幾乎所有剩下的伊蘇利亞人。
然而，巴西利斯庫斯設法疏遠了他的大多數關鍵合作者。皇太后維麗娜的情人宮廷總理官帕特里修斯被處決，以阻止她擁立他登上皇位的野心。結果，維麗娜後來因其情人的處決而密謀反對巴西利斯庫斯。狄奧多里克和阿瑪圖斯被提升為軍事統帥和宫廷军统帅。最後，鑑於巴西利斯庫斯縱容屠殺伊蘇利亞人，伊盧斯將軍的支持很可能也動搖了。

### 芝諾回歸
476年，伊盧斯和阿瑪圖斯都投奔了芝諾。8月，芝諾圍攻君士坦丁堡。潘諾尼亞哥德人的領袖，阿馬爾人狄奧多里克（後來的狄奧多里克大帝）與芝諾結盟。狄奧多里克本可以攻擊巴西利斯庫斯及其由狄奧多里克·斯特拉博領導的色雷斯哥德同盟，作為交換，他可以獲得斯特拉博的軍事統帥頭銜以及先前給予色雷斯哥德人的餉銀。有人認為，君士坦丁堡在芝諾圍城期間毫無防備，是因為軍事長官斯特拉博已經北上以應對這一威脅。元老院向芝諾敞開城門，讓被廢黜的皇帝重登王位。阿里阿德涅依然是皇后。
479年，阿里阿德妮與其丈夫就母親的命運發生衝突。維麗娜曾試圖暗殺伊盧斯將軍，並因此被俘虜。即使在被囚禁期間，她也支持另一位女婿馬爾西安的叛亂。阿里阿德涅試圖獲釋維麗娜，先是向芝諾求助，然後又向皇帝推薦的伊盧斯求助。伊盧斯不僅拒絕了她的請求，還指控她企圖將他人推上丈夫的皇位。這激怒了她，於是她像母親一樣，試圖暗殺伊盧斯，而這一舉動似乎得到了芝諾的支持。史學家约达尼斯將她的仇恨歸咎於另一個原因：伊盧斯在芝諾心中植入了嫉妒和猜疑，導致芝諾試圖謀殺她，而她對這些事情的了解又驅使她發起了復仇。她僱用的刺客未能殺死伊盧斯，但在暗殺過程中割掉了他的耳朵。刺客被抓獲，而芝諾似乎也參與了此事，卻無法阻止他被處死。
這件事似乎並未對他們的婚姻產生長期影響。她一直與芝諾保持婚姻關係，直到他於491年4月9日去世。

## 阿納斯塔修斯一世的皇后
491年喪偶的皇后得以選擇芝諾的皇位繼承人－職業公務員阿納斯塔修斯。她更喜歡阿納斯塔修斯而不是芝諾的兄弟朗基努斯。阿納斯塔修斯於4月11日被宣佈為皇帝，兩人於5月20日結婚。阿納斯塔修斯結婚時已年逾60歲，兩人無子。
她於515年在君士坦丁堡去世，葬於聖使徒教堂。阿納斯塔修斯於518年葬於她身旁。